# Нешатаев, Николай Иванович
Никола́й Ива́нович Нешата́ев (27 июня 1899, с. Архангельское, Юсьвинская волость Пермская губерния, Российская империя — 1986, Могилёв, БССР) — советский географ.
Участник Гражданской и Великой Отечественной войн. Организатор комплексных исследований в Пермском крае, в Подесенье, Могилевском Поднепровье, организатор и соорганизатор и первый председатель Новозыбковского, Брянского, Могилёвского отделов географического общества СССР

## Биография
Родился в семье крестьянского писаря.
Окончил Красноуфимское промышленное училище. Преподавал в сельских школах Усольского уезда Пермской губернии. Одновременно был инструктором по внеклассному образованию уездного отдела народного образования.
Участвовал в Гражданской войне в рядах РККА (красноармеец 22 полка армии В. К. Блюхера).
В 1921 году поступил на историко-экономический факультет Петроградского педагогического института.
После его окончания вернулся на Урал. Работал преподавателем и директором Чердынского педтехникума, позже — в Кунгуре, Тюмени.
В 1933 году переехал в Ленинград, работал учителем географии в ленинградских школах. Прошел обучение на геолого-почвенно-географическом факультете Ленинградского университета, а затем в аспирантуре Ленинградского пединститута. Ученик академика В. Н. Сукачева.
В 1942—1944 годах воевал на фронтах Великой Отечественной войны, участвовал в боевых действиях на 3-м Белорусском фронте в должности офицера оперативного отдела штаба танковой армии (413 отдельный линейный батальон связи, Уральский военный округ).
В 1945—1953 годах — заместитель директора и заведующий кафедрой географии и естествознания Кудымкарского учительского института.
В 1950 году защитил кандидатскую диссертацию на тему «Природа района Верхнего Прикамья».
В 1953—1958 годах — доцент кафедры географии и по совместительству заведующий кафедрой ботаники Новозыбковского педагогического института.
В 1955—1958 годах — председатель Новозыбковского отдела Географического общества СССР. В 1959—1963 годах — председатель Могилёвского отдела Географического общества СССР.
В 1963—1974 годах — доцент кафедры физической географии Пермского университета.
В 1958—1963 — доцент кафедры физической географии историко-географического факультета Могилёвского пединститута.

## Научная работа
Организатор естественно-географического факультета учительского института в Кудымкаре, комплексных исследований в Пермском крае, в Подесенье, Могилевском Поднепровье, организатор и соорганизатор и первый председатель Новозыбковского, Брянского (1953—1958), Могилёвского (1959—1963) отделов географического общества СССР, инициатор создания журналов «Ученые записки Новозыбковского отдела ВГО» (редактор 2 сборников), «Ученые записки Могилевского отдела ВГО».
Работая в Могилёвском пединституте, принимал самое активное участие в создании учебно-исследовательской географической базы «Любуж» (открыта в 1958), Любужского дендропарка (заложен в 1960), Могилевского областного комитета общества охраны природы (и был его первым председателем), в изучении флоры старинных парков и их охраны (по материалам Н. И. Нешатаева некоторые парки — такие, как Грудиновский Быховского, Жиличский Кировского районов в 1963 г. были объявлены памятниками природы республиканского значения).
В 1965 году вышла его книга «Природа Коми-Пермяцкого национального округа», ставшая первой исследовательской работой по природе Коми-Перми. Всего им опубликовано 25 научных работ. Основные исследования посвящены проблемам вузовской методики преподавания географии, региональной физической географии, коми-пермяцкой топонимике.

## Память
В апреле 2024 года Новозыбковский Совет народных депутатов (Брянская область) принял решение об установке на здании Новозыбковсковского медицинского колледжа, где преподавал Н. И. Нешатаев, мемориальной доски (её изготовление взяло на себя Брянское отделение Российского географического общества).